# Модрина американська
Модрина американська (Larix laricina) — вид голонасінних рослин роду модрина (Larix) родини соснові (Pinaceae).

## Опис
Листопадне дерево до 25 м висотою з красивою вузько-пірамідальною або конусоподібною кроною, утвореною змієподібно вигнутими, повислими вниз гілками. Забарвлення стовбура зустрічається від темно-бурого до сірого. Молоді пагони коричнево-оранжеві або охристі, з сизим нальотом. Хвоя навесні дуже ніжна, світло-зелена, пізніше темніша, до 3 см завдовжки. Вважається найсвітлолюбнішою і повільно зростаючою породою серед представників роду. Хвоя розпускається в середині квітня, опадає в листопаді. Розмножується насінням. Завдяки витонченій дрібногілястій кроні довше за інших зберігає свій зелений наряд. Шишки дрібні, дуже декоративні, фіолетово-червоні до дозрівання і червоно-бурі в зрілій фазі.

## Поширення
У природі ареал виду охоплює всю територію Канади та північно-східні райони США. Виростає від тундр на півночі (витримує температуру до −65 °C) до широколистяних лісів і прерій на півдні.
Добре росте в морському та континентальному кліматі Європи, вважається витривалішою до клімату ніж модрина європейська. Зростає повільніше інших модрин, вегетація настає пізніше від інших видів. Віддає перевагу добре дренованим ґрунтам і світлим місцям. Витримує надлишкове проточне зволоження. Рослина вкрай світлолюбна. 
Модрини, як і сосни, потребують взаємозв'язку коренів з грибами — мікоризи. Найбільше підходять для утворення такої мікоризи деякі види маслюків, червоноголовців і білих грибів, тому полив молодий модрини водою після миття зібраних в лісі грибів стане дуже хорошою підмогою. Можна також прикопати в пристовбурних колах старі червиві гриби зі зрілими спорами.

## Використання

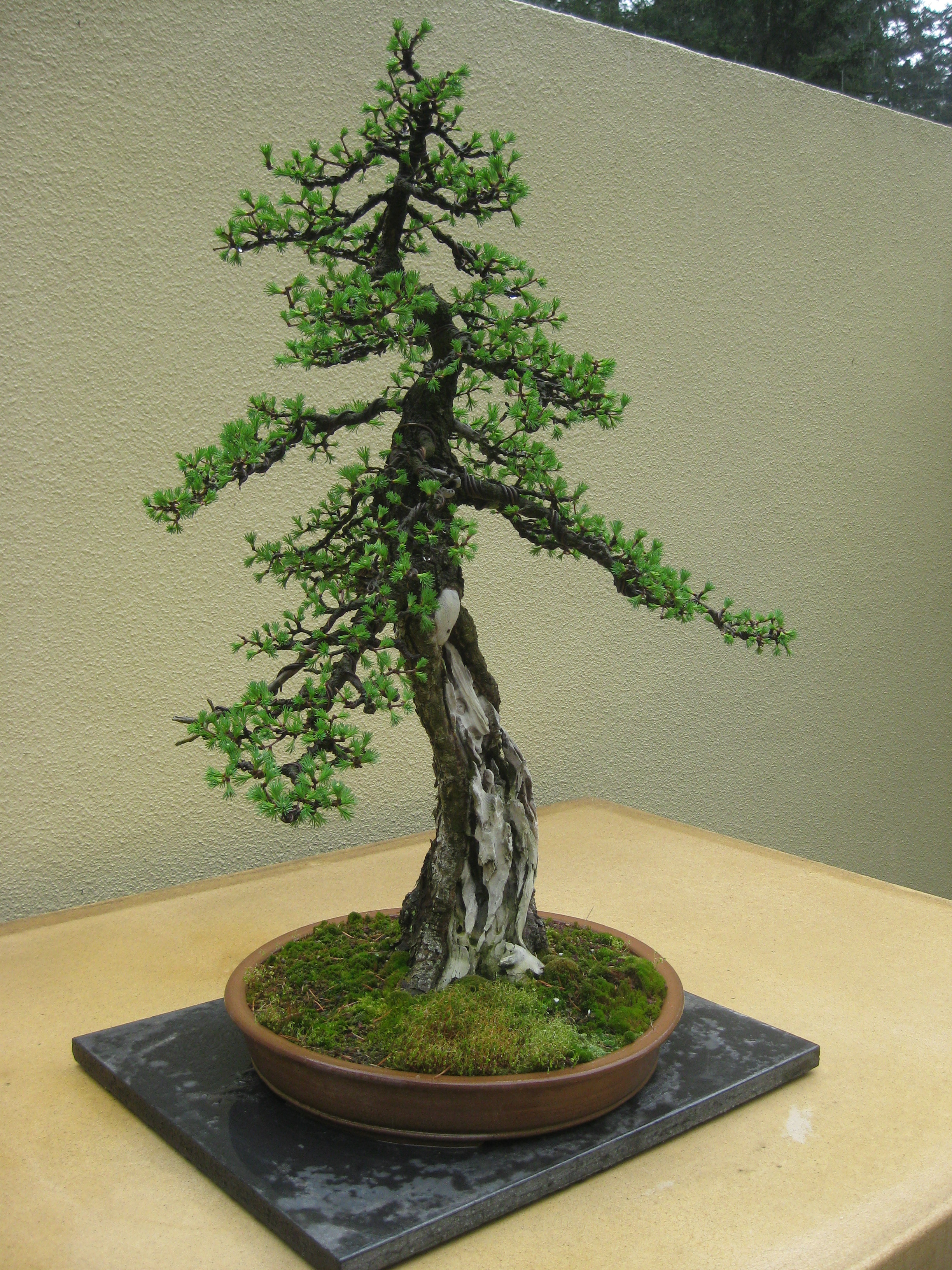
Бонсай з модрини американської

Широко використовуються в озелененні. Добре виглядають в алейних і дрібногрупових посадках в скверах і парках, при створенні великих масивів, в чистих і змішаних групах. У змішаних групах з різних видів модрини колірна гамма хвої навесні і влітку включає всі відтінки зеленого кольору: від блідо-зеленого у модрини американської до сизого і сизо-зеленого у модрини японської та модрини європейської. У декоративній культурі використовуються також для створення бонсай.
Північні аборигенні народи використовують кору у народній медицині для лікування порізів, обморожень, артритів.
Вид зростає у дендропарку «Високогірний» на мегасхилі Українських Карпат.